# Jiří Růžička
Jiří Růžička, né le 4 juin 1941, est un ancien joueur tchécoslovaque de basket-ball.

## Palmarès
- Coupe des coupes 1969
- Finaliste du championnat d'Europe 1967
- 3e du championnat d'Europe 1969